# مصطفى بطاش
مصطفى بطاش هو لاعب كرة قدم مغربي ولد في 20 يناير 1931 في الدار البيضاء وتوفي في 13 أكتوبر 2005 في نفس المدينة. لعب لأول مرة في مسيرته الاحترافية في نادي الوداد الرياضي.